# Infantería mecanizada

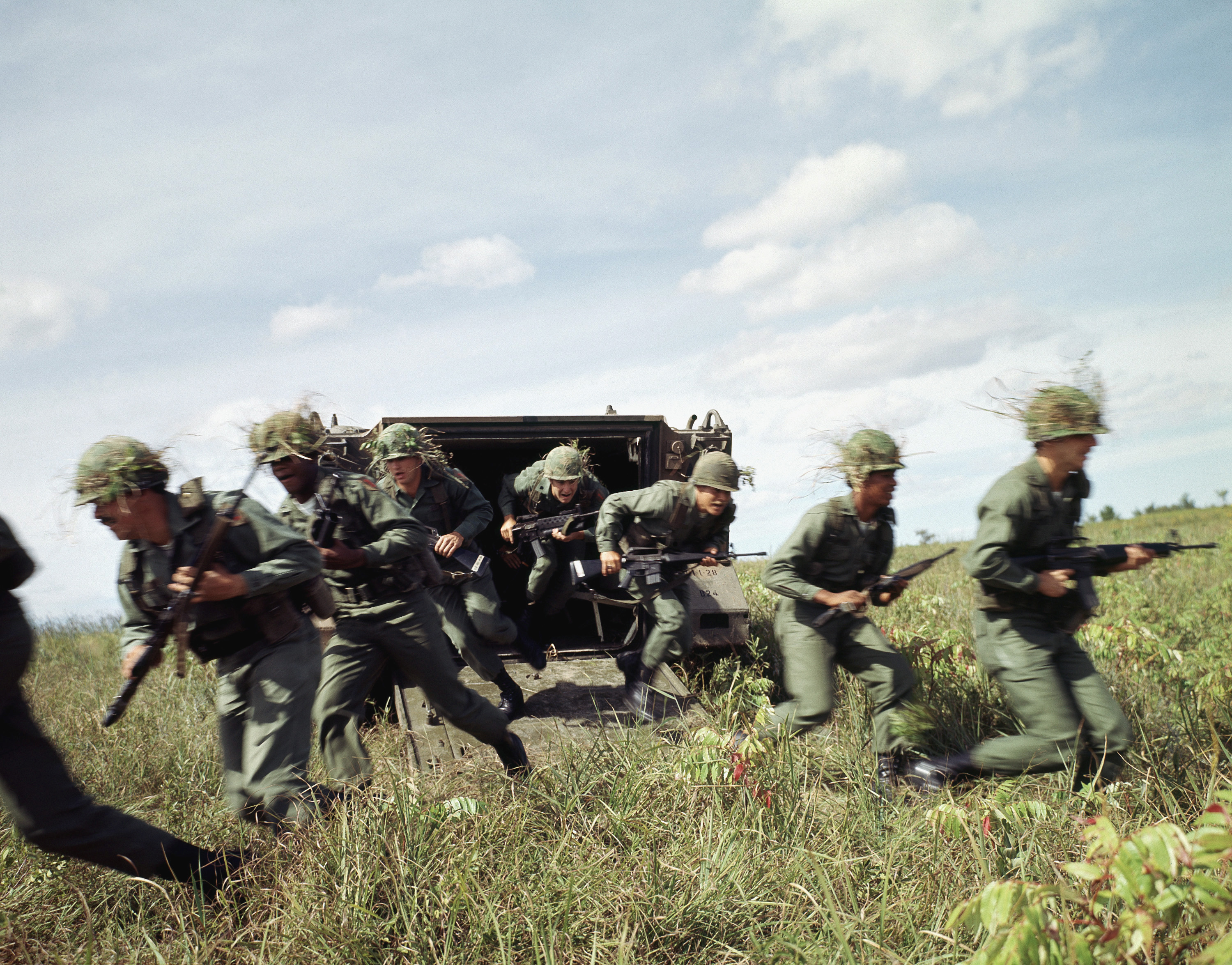
Infantería mecanizada estadounidense descendiendo de un transporte blindado de personal M113 durante un entrenamiento en 1985.

La infantería mecanizada es una infantería equipada con transportes blindados de personal (TBP), o con vehículos de combate de infantería (VCI) para propósitos de transporte y combate (véase también fuerza mecanizada).
La infantería mecanizada se distingue de la infantería motorizada, en que es transportada a la batalla en camiones o vehículos blindados sobre ruedas, los cuales proporcionan un grado de protección de fuego hostil, al contrario de los vehículos de ruedas sin blindaje (como lo son camiones o jeeps). La mayor parte de los TBP y los VCI son vehículos sobre orugas o con tracción en todas sus ruedas (6x6 u 8x8), para una mejor movilidad a campo traviesa o terrenos difíciles. Algunas naciones distinguen entre infantería mecanizada e infantería blindada, en la que las tropas equipadas con TBP son mecanizadas y las con VCI son blindadas.
Las armas de apoyo para la infantería mecanizada también son provistas de transporte motorizada, o son instaladas directamente sobre los vehículos de combate, con la intención de mantenerse a la par con la infantería que apoyan cuando se encuentre en combate. Para las unidades equipadas con la mayoría de los tipos de TBP y con cualquier tipo de VCI, las armas de apoyo tales como ametralladoras, cañones automáticos, obuses de calibre pequeño de fuego directo e incluso misiles antitanque son a menudo montadas directamente en los vehículos de transporte de la propia infantería.
Comparada con la infantería "ligera" (que se moviliza a pie) o la infantería motorizada, la infantería mecanizada puede sostener rápidos movimientos tácticos y (si está equipada con VCI) posee más potencia de fuego integral. Sin embargo, ellos requieren más abastecimiento de combate (munición y combustible especial) y abastecimiento de repuestos o componentes para los vehículos, y una proporción mayor de su dotación es requerida para manejar y mantener los vehículos.
Por ejemplo, la mayor parte de los TBP son capaces de transportar una sección de siete u ocho infantes pero tienen una tripulación de dos. La mayor parte de los VCI llevan solo seis o siete infantes y además necesitan una tripulación de tres. Para ser efectivos cuando se despliegan, las unidades mecanizadas también requieren de una gran cantidad de mecánicos con vehículos y equipo de recuperación y mantenimiento especializados.

## Historia
Se puede considerar que la primera infantería mecanizada fueron las 36 escuadras de dos hombres transportadas por tanques Mark V* en la batalla de Amiens en 1918. En una batalla de tal magnitud, su contribución pasó inadvertida.
Hacia el final de la Primera Guerra Mundial, todos los ejércitos involucrados se enfrentaron al problema de mantener el impulso de un ataque. Los tanques, la artillería o las tácticas de infiltración podían ser usadas para romper a través de las defensas enemigas, pero casi todas las ofensivas lanzadas en 1918 se detenían a los pocos días. La infantería atacante rápidamente se agotaba, y la artillería, los abastecimientos y formaciones frescas no podían ser llevadas hacia el frente lo suficientemente rápido para mantener la presión sobre el enemigo que se reagrupaba.
Era ampliamente conocido que la caballería era demasiado vulnerable para ser usada en la mayor parte de los campos de batalla europeos, aunque muchas ejércitos poseían tales formaciones. La infantería motorizada no podía mantenerse con un movimiento suficientemente rápido, ya que sus camiones requerían una buena red de caminos, o un terreno firme sobre el cual desplazarse. Los infantes motorizados eran incapaces de moverse a través de un campo de batalla lleno de obstáculos tales como cráteres, alambre de púas y trincheras. La solución fueron los vehículos sobre orugas o con tracción en todas sus ruedas.

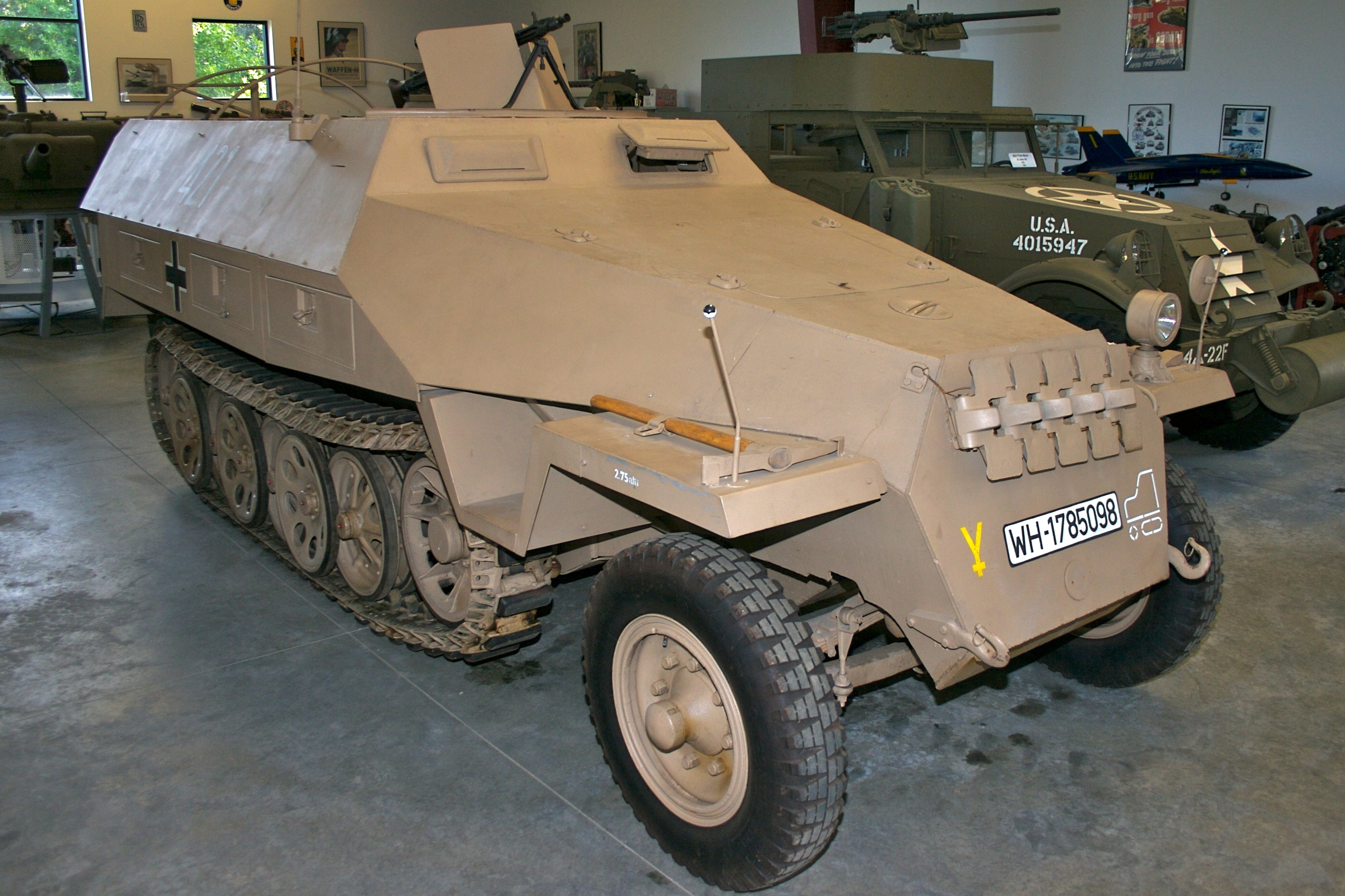
TBP semioruga alemán SdKfz 251.

Después de la guerra, el desarrollo de las fuerzas mecanizadas fue principalmente teórico durante bastante tiempo, hasta que muchas naciones comenzaron a rearmarse durante la década de los años 1930. El Ejército británico estableció una Experimental Mechanized Force en el año 1927 pero fracasó en desarrollar el concepto debido a restricciones presupuestarias y a la necesidad de establecer guarniciones en las fronteras del Imperio.
Aunque algunos proponentes de la guerra móvil tal como J.F.C. Fuller apoyaban la idea de "flotas de tanques", otros soldados tales como Heinz Guderian en Alemania, Adna R. Chaffee Jr. en Estados Unidos y Mikhail Tukhachevsky en la Unión Soviética reconocieron que las unidades de tanque requerían apoyo cercano de la infantería y otras armas, y que estas armas de apoyo necesitaban mantener el mismo ritmo de avance que los tanques.
A medida que Alemania se rearmaba en la década de los años 1930, esta reorganizó algunas unidades de infantería como las nuevas divisiones Panzer (blindadas) y las equipó con el semioruga SdKfz 251, que podía seguir a los tanques en casi todos los terrenos. El ejército francés también creó divisiones Mecanizadas Ligeras (Légère Méchanique) en las que algunas unidades de infantería poseían pequeños transportes sobre orugas. Junto con la motorización de las otras unidades de infantería y apoyo, esto les proporcionó a ambos ejércitos formaciones de armas combinadas altamente móviles. La doctrina alemana era usar estas divisiones para explotar las rupturas en ofensivas Blitzkrieg (del alemán: Guerra Relámpago); los franceses las veían como una forma de mover a las reservas de forma rápida en una batalla defensiva.

### Segunda Guerra Mundial

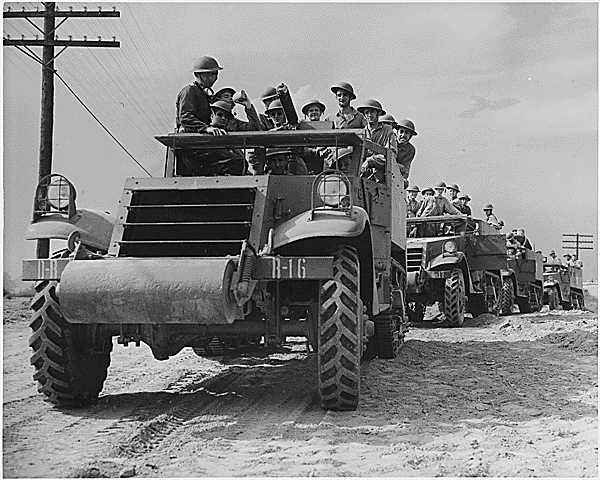
Semiorugas M3 e infantería estadounidense en ejercicios, Fort Knox, junio 1942.

A medida que la Segunda Guerra Mundial progresaba, la mayor parte de los ejércitos integraron tanques o cañones de asalto con infantería mecanizada (y otras armas de apoyo tales como artillería e ingenieros) en unidades de armas combinadas.
Las formaciones blindadas aliadas incluían un elemento de infantería mecanizada para el trabajo conjunto de armas combinadas. Por ejemplo, las divisiones blindadas estadounidenses tenían tres batallones de tanques, infantería blindada y artillería autopropulsada. La infantería blindada estadounidense estaba totalmente equipada con semiorugas M2 y M3. En los ejércitos británicos y de la Commonwealth, las "Brigadas Blindadas Tipo A", que estaban destinadas a operaciones independientes o para formar parte de divisiones blindadas, tenían un batallón de "infantería motorizada" equipado con transportes blindados de personal Bren Carrier y posteriormente en semiorugas provistos por la Ley de Préstamo y Arriendo. Las brigadas "Tipo B" carecían del componente de infantería motorizada y estaban subordinadas a las formaciones de infantería.
El ejército canadiense, y posteriormente también el ejército británico, usaron improvisaciones tales como el Kangaroo APC, usualmente para operaciones específicas más que para crear formaciones de infantería mecanizada en forma permanente. La primera de tales operaciones fue la Operación Totalize en la batalla de Normandía que, aunque fracasó en lograr sus objetivos finales, sin embargo mostró que la infantería mecanizada podía sufrir muchas menos bajas que las tropas desmontadas en operaciones menores.

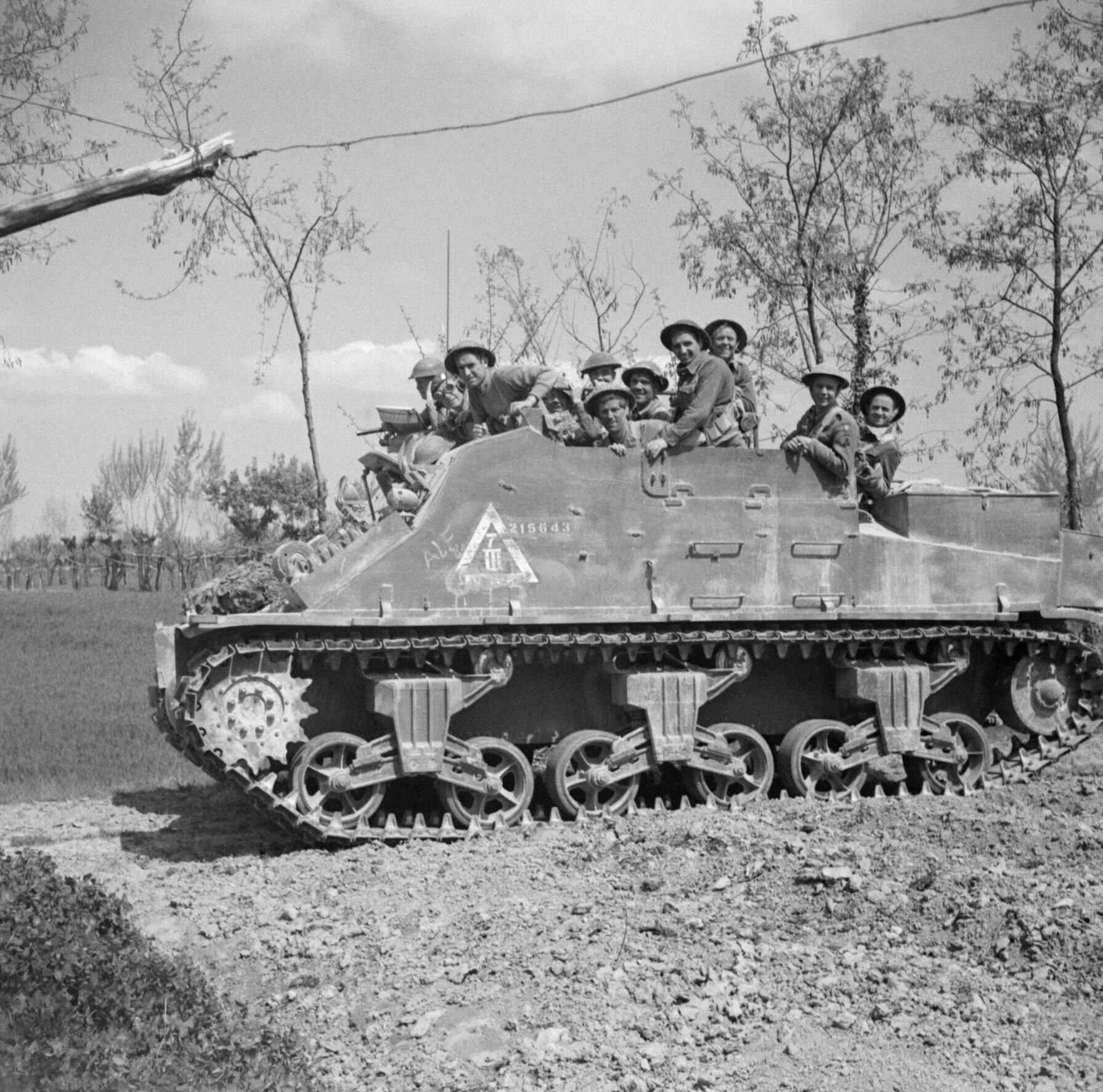
Un TBP Kangaroo transportando infantería británica, 1945.

El ejército alemán, habiendo introducido la infantería mecanizada en sus divisiones Panzer, posteriormente las denominó unidades Panzergrenadier. Para mediados de la guerra, Alemania había creado divisiones completamente compuestas de infantería mecanizada, que también fueron llamadas divisiones Panzergrenadier.
Debido a que la economía alemana no podía producir las cantidades suficientes de TBP semiorugas, apenas un cuarto o un tercio de la infantería en las divisiones Panzer o Panzergrenadier estaba mecanizada, excepto en unas pocas formaciones de élite. El resto era transportada en camiones. Sin embargo, la mayor parte de las unidades de reconocimiento del ejército alemán en estas formaciones también eran infantería mecanizada y podían encargarse de las misiones de la infantería cuando era necesario. Los Aliados generalmente usaban jeeps, automóviles blindados y tanques ligeros para las misiones de reconocimiento blindado.
El Ejército Rojo comenzó la guerra mientras aún estaba en el proceso de reorganizar sus formaciones blindadas y mecanizadas, la mayor parte de las cuales fueron destruidas en los primeros meses de la invasión alemana a la Unión Soviética. Aproximadamente un año más tarde, los soviéticos recrearon unidades de infantería mecanizada de tamaño divisional denominadas cuerpos mecanizados, usualmente formados por una brigada de tanques y tres brigadas de infantería mecanizada, con las armas de apoyo también motorizadas. Eran generalmente usados en la fase de explotación de las ofensivas, como parte de concepto soviético de pre-guerra denominado Operaciones en Profundidad.
El ejército soviético también creó varios grupos de caballería mecanizada en los que los tanques, infantería mecanizada y caballería montada en caballos estaban mezclados. Estas unidades también era utilizadas en las fases de explotación y persecución de las ofensivas. La infantería mecanizada del Ejército Rojo generalmente era transportada sobre los tanques o en camiones, con solo unos pocos TBP provistos por la Ley de Préstamo y Arriendo.
El ejército neozelandés finalmente desplegó una división de aproximadamente la misma composición que un cuerpo mecanizado soviético, que combatió en la campaña italiana, aunque no tuvo posibilidades para realizar operaciones móviles hasta cerca del final de la guerra.

### La Guerra Fría

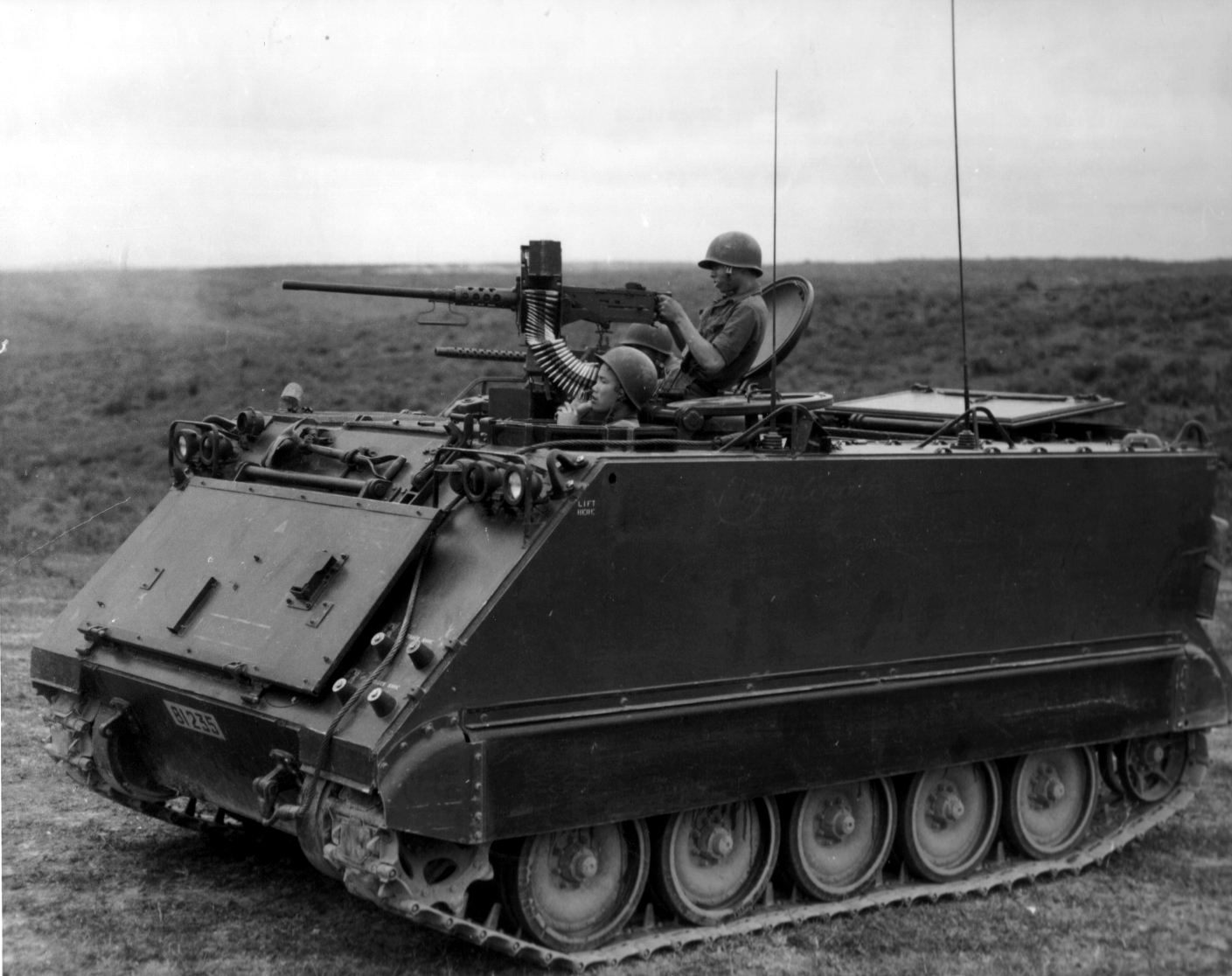
Un M113 del ERVN con una Browning M1919 montada lateralmente, Vietnam.

En la postguerra, los primeros años de la Guerra Fría, el Ejército Rojo soviético y la OTAN desarrollaron en mayor profundidad el equipamiento y doctrina de la infantería mecanizada. Con la excepción de las formaciones aerotransportadas, el Ejército Rojo mecanizó todas sus formaciones de infantería. Inicialmente se utilizaron TBP sobre ruedas (como el BTR-152), con algunos modelos sin protección superior y que por lo tanto eran vulnerables al fuego de la artillería. Sin embargo esto le dio al ejército soviético mayor flexibilidad estratégica, compensando la gran superficie y extensas fronteras de la Unión Soviética y sus aliados del Pacto de Varsovia.
El Ejército de Estados Unidos estableció la configuración básica de los TBP sobre orugas con los M75 y M59 antes de adoptar el más ligero M113 que podía ser transportado por el C-130 Hércules y otros aviones de transporte. Este vehículo le dio a la infantería la misma movilidad de los tanques aunque con una protección de blindaje mucho menos efectiva pero proporcionando suficiente protección contra amenazas nucleares, biológicas y químicas.
En Vietnam, el M113 a menudo fue equipado con armamento extra y fue usado como un vehículo de combate de infantería improvisado. Las primeras operaciones del Ejército de la República de Vietnam que usaron el vehículo demostraron que las tropas eran mucho menos efectivas mientras iban a bordo del M113 que cuando operaban fuera de este. Subsecuentemente la doctrina estadounidense puso énfasis en desarrollar tácticas montadas. Estados Unidos alcanzó a desplegar una brigada mecanizada y diez batallones mecanizados en Vietnam.
Incluso más importante para el futuro desarrollo del arma de infantería mecanizada, fue la aparición del BMP-1 soviético, que fue el primer vehículo de combate de infantería (VCI). Su introducción provocó el desarrollo de vehículos de similares características en los ejércitos occidentales, tales como el Marder de Alemania Occidental y el M2 Bradley estadounidense. A diferencia de un TBP cuyo principal propósito era solo transportar a la infantería de un lugar a otro bajo protección blindada, el VCI poseía la suficiente potencia de fuego para apoyar a la infantería en el ataque o la defensa. Muchos VCI también estaban equipados con troneras desde las cuales la infantería a bordo de ellos podía usar sus armas, aunque en los desarrollos de los VCI más modernos fueron abandonadas por poco efectivas.
La organización soviética llevó a diferentes tácticas entre las variedades "ligera" y "pesada" de la infantería mecanizada. En el ejército soviético, una división de Fusileros Motorizados (en español: Infantería Motorizada) de primera línea de la década de los años 1970 en adelante usualmente tenía dos regimientos equipados con el APC BTR-60 a ruedas y uno con el VCI BMP-1 a oruga. La misión de los regimientos "ligeros" era hacer ataques desmontados en los flancos de la división mientras que el regimiento "pesado" equipado con BMP permanecía montado y apoyaba al regimiento de tanques de la división en el eje de avance principal. Sin embargo ambos tipos de regimientos de infantería oficialmente eran llamados unidades de "Fusileros Motorizados".
Una línea de desarrollo en las fuerzas armadas soviéticas desde la década de los años 1980 fue la creación y equipamiento de vehículos de combate de infantería especializados para ser usados por sus fuerzas aerotransportadas. El primero de estos fue el BMD-1, que tenía la misma potencia de fuego que el BMP-1, pero que podía ser transportado o incluso podía ser lanzado en paracaídas desde los aviones de transporte soviéticos estándares. Esto hizo que las formaciones aerotransportadas fueran infantería mecanizada al costo de reducir su dotación de infantes, ya que el BMD solo podía transportar tres, a lo máximo cuatro soldados además de sus tres tripulantes. Estos fueron usados en ese rol en la invasión soviética de Afganistán en el año 1979. Esta tendencia no fue seguida por las naciones occidentales.

## En la actualidad

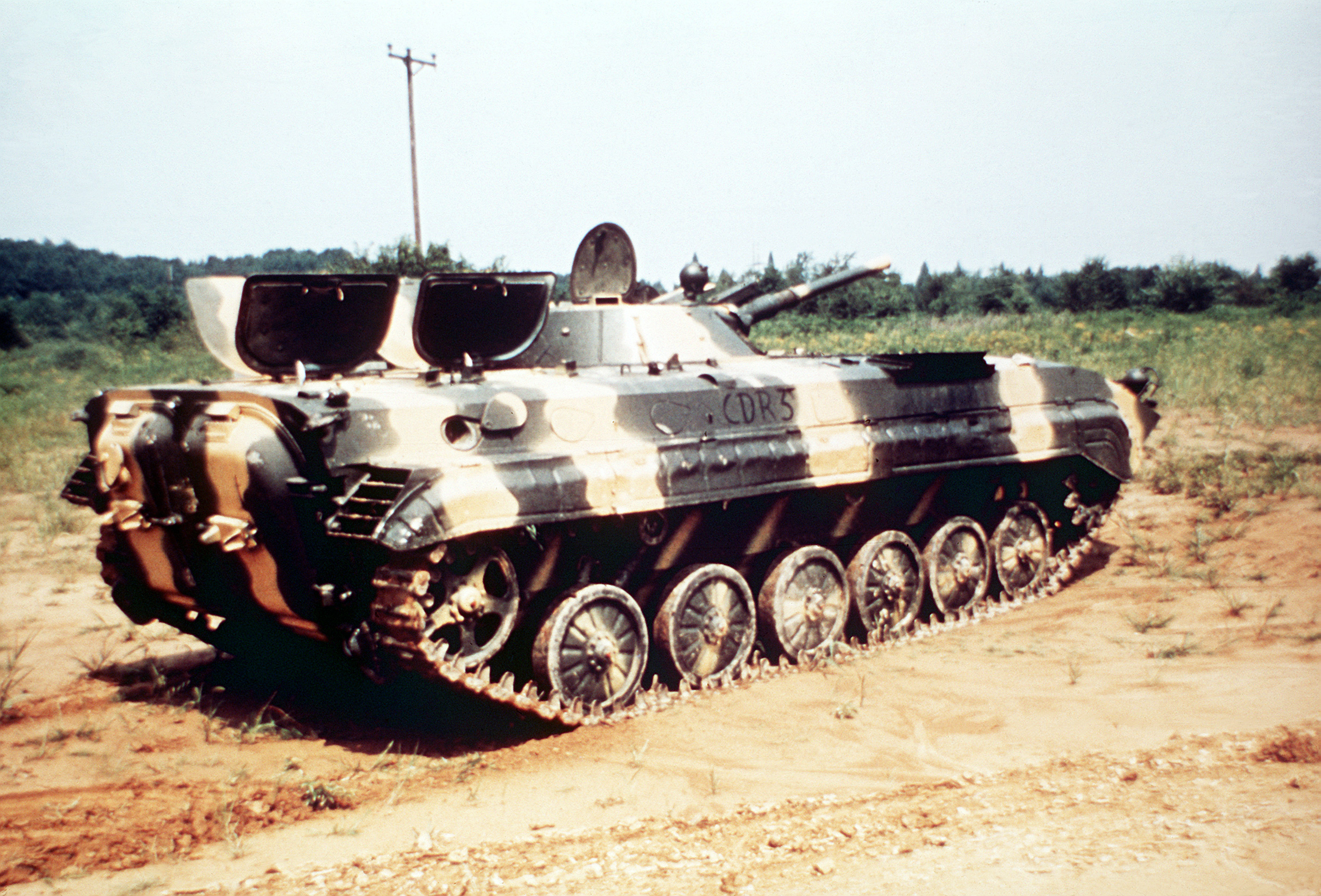
El BMP-1, el primer VCI construido en entrar en servicio.

Actualmente, casi todas las unidades de infantería de las naciones industrializadas están provistas con alguna clase de transporte motorizado. Las unidades de infantería equipadas con VCI en vez de vehículos más ligeros normalmente son designadas como "pesadas", indicando su mayor potencia de combate y al mismo tiempo sus requerimientos de transporte de largo alcance más exigentes.
En el ejército británico, las unidades "pesadas" equipadas con el Warrior IFV son descritas como "Infantería Blindada", y las unidades equipadas con el Bulldog APC como "Infantería Mecanizada". Esta convención se está convirtiendo en uso común, por ejemplo el ejército francés tiene sus unidades "Motorisées" equipadas con el vehículo a ruedas VAB y las unidades "Mécanisées" con el vehículo con orugas AMX-10P.
El transporte y otros requerimientos logísticos han llevado a muchos ejércitos a adoptar TBP sobre ruedas cuando sus VCI sobre orugas existentes requerían un reemplazado. Un ejemplo de esto es el ejército canadiense, que ha usado el LAV III en combate en Afganistán. El ejército estadounidense también ha seguido esta tendencia, habiendo formado brigadas que usan el Stryker a ruedas, aunque continuarán usando formaciones "pesadas" en el futuro. Por otro lado los ejércitos de Italia, España y Suecia están adoptando (y exportando) nuevos diseños propios de IFV a oruga. Particularmente el VCI sueco CV 90 ha sido adoptado por varios ejércitos.
Una nueva tendencia vista en las Fuerzas de Defensa de Israel y las Fuerzas Armadas de la Federación Rusa es el desarrollo e introducción de excepcionalmente bien protegidos TBP (HAPC) tales como el IDF Achzarit que son conversiones desde tanques principales de batalla (tales como el T-55 ruso). Tales vehículos son usualmente adaptaciones, y la carencia de espacio previene que el armamento normalmente asociado a un VCI pueda ser montado en este, en adición a una sección o escuadra de infantería. En el ejército ruso, tales vehículos fueron introducidos para el combate en zonas urbanas, donde el riesgo proveniente de las armas antitanque de corto alcance usadas por la infantería tales como el RPG-7 es mucho mayor, todo esto después de las pesadas pérdidas experimentadas por las unidades de tanques e infantería motorizada al combatir a los combatientes chechenos en Grozny durante la Primera Guerra Chechena en el año 1995.
Muchos TBP e VCI actualmente en desarrollo deben ser capaces de ser transportados por aviones para su rápido despliegue. Nuevas tecnologías que prometen una reducción del peso, tales como transmisiones eléctricas, podrían ser incorporadas. Sin embargo, enfrentados a una amenaza similar en la Irak post-invasión que llevó a los rusos a usar tanques convertidos como TBP, los ejércitos de ocupación han encontrado necesario aplicar blindaje extra a los existentes TBP y VCI, lo que ha llevado a un aumento general en el tamaño y peso. Algunos de los últimos diseños (tal como el Puma alemán) están concebidos como un vehículo básico y ligero que sea transportable por aire que puede ser equipado en el mismo lugar de despliegue con protección adicional, y de esa forma asegurar tanto flexibilidad estratégica como capacidad de sobrevivir.

## Operaciones de armas combinadas
Es de aceptación general que los sistemas de armas de un solo tipo son muchos menos efectivos sin el apoyo de todo el equipo de armas combinadas, la noción anterior a la Segunda Guerra Mundial de "flotas de tanques" ha probado ser tan débil como la idea de la Primera Guerra Mundial de ataques de infantería sin apoyo de las otras armas. Aunque las formaciones blindadas de muchas naciones incluían un componente orgánico de infantería mecanizada al comienzo de la Segunda Guerra Mundial, la proporción de infantería mecanizada en esas formaciones de armas combinadas fue incrementada por la mayor parte de los ejércitos a medida que la guerra se desarrolló.
Esta lección fue reaprendida, primero por el ejército pakistaní en la guerra con India en el año 1965, donde Pakistán desplegó dos tipos diferentes de divisiones blindadas: una que estaba compuesta casi exclusivamente por tanques (la 1a) mientras que la otra era más equilibrada (la 6a). Esta última se mostró lejos más efectiva en combate que la primera.
La segunda fue por Israel, habiendo logrado espectaculares éxitos en la ofensiva con formaciones compuestas principalmente por tanques durante la Guerra de los Seis Días, las Fuerzas de Defensa de Israel encontraron, durante la guerra de Yom Kipur de 1973, que una doctrina que confiaba principalmente en tanques y aviones probó ser inadecuada. Una solución improvisada fue el proporcionar a los paracaidistas transportes motorizados y usarlos como una infantería mecanizada en coordinación con los tanques.